# Chrysolina graminis
El escarabajo tanaceto (Chrysolina graminis) es una especie de escarabajo de la hoja. Su nombre común deriva de su principal planta alimenticia, el tanaceto (Tanacetum vulgare), pero también puede utilizar otras plantas de humedales como la gitanilla (Lycopus europaeus) y la menta acuática (Mentha aquatica). Mide entre 7,7 y 10,5 mm de longitud y tiene una coloración verde metálica brillante característica, con élitros picados y un tinte cobrizo. Además de la subespecie nominotípica, que repite el nombre específico, C. graminis graminis, existen otras cinco subespecies distintas de escarabajo del tanaceto que, en conjunto, tienen una distribución paleártica, aunque en la mayoría de los países donde se encuentra la especie está en declive. En el Reino Unido está clasificada como «rara a nivel nacional». La población más importante se encuentra a orillas del río Ouse en York,  Yorkshire del Norte. Otras poblaciones pequeñas se encuentran en Woodwalton Fen y en la reserva de Welney Wildfowl and Wetlands Trust (WWT).

## Taxonomía
El escarabajo del tanaceto fue descrito por primera vez por Carl Linnaeus en su histórica 10ª edición de Systema Naturae de 1758 como Chrysomela graminis y posteriormente fue transferido al género Chrysolina. El género Chrysolina contiene actualmente 39 subgéneros C. graminis (con sus diversas subespecies) se encuentra en el subgénero Euchrysolina, que contiene sólo otra especie, C. virgata; este subgénero se estableció por primera vez en 1950.
Su nombre específico graminis es una forma del sustantivo latino gramen, que significa «de hierba» o «parecido a la hierba». Chrysolina graminis sensu lato tiene al menos tres nombres binomiales posteriores que se consideran sinónimos: Chrysomela fulgida Fabricius, 1801, Chrysolina nigrocuprea Mallet, 1924, y Chrysolina taupini Mallet, 1924.
Existen seis subespecies del escarabajo tanaceto. La subespecie nominotípica C. graminis graminis se estableció mediante la descripción original de la especie en 1758. C. graminis santonici (llamada así por el nombre italiano, Santonico, de su planta hospedadora Artemisia caerulescens) fue descrita por N. B. Contarini en 1847. En 1860 Victor Motschulsky describió dos subespecies - C. graminis artemisiae y C. graminis auraria, a las que se añadieron en el siglo XX C. graminis christianae (Mallet, 1933) y C. graminis mediterranea Bechyné, 1950.
Las subespecies de C. graminis tienen distribuciones localizadas: C. graminis artemisiae se localiza en el sureste de Europa, Asia central y el sur de Siberia; C. graminis auraria se localiza en Dauria, Mongolia oriental y China; C. graminis christianae se localiza en Francia; C. graminis mediterranea se localiza en Córcega y España; C. graminis santonici se localiza en los Alpes centrales.

## Descripción
Todos los escarabajos tanaceto son pequeños y redondeados, de unos 7-12 mm de longitud. Existen diferencias morfológicas internas y externas entre las seis subespecies.
| Subespecie               | Descripción |
| ------------------------ | --- |
| C. graminis graminis     | La subespecie nominotípica de los escarabajos del tanaceto (C. graminis graminis) son escarabajos pequeños y redondeados de 7,7-10,5 mm de longitud. El cuerpo es dorsalmente verde brillante, los élitros en su mayoría con márgenes laterales y raya dorados-rojizos o dorados cerca de la sutura. La iridiscencia de los élitros contrasta visiblemente con la cabeza y el pronoto. La puntuación de los élitros es fácilmente visible a simple vista, pero en el pronoto es muy difícil ver cualquier puntuación (a excepción de los márgenes laterales). Hay un labio liso que recorre toda la longitud del borde ventral de los élitros. El edeago es estrecho en el ápice, sin dientes en la parte inferior. |
| C. graminis auraria      | 9,5-11,4 mm de longitud, con las profundas depresiones laterales del pronoto desarrolladas sólo en su mitad basal. |
| C. graminis mediterranea | 10-12 mm de longitud con un pronoto más finamente puntuado que la especie nominal. La puntuación del élitros es ligeramente más rugosa, excepto en el escutelo, y el margen central es más ancho que en C. graminis graminis, pero poco diferenciado en toda su longitud. |
| C. graminis santonici    | Descrito como poseedor de partes bucales y palpos negros, élitros verdes y abdomen rojo con cuatro manchas marrones evidentes. |

### Larva
Las larvas de C. graminis tienen cuatro estadios, aunque el primer estadio puede no poseer las características de los estadios posteriores. Las larvas son marrones y dorsalmente convexas con espiráculos evidentes en ocho segmentos. Suelen tener tubérculos pequeños e indistintos con setas muy cortas. La cabeza de cada larva es de un marrón más oscuro que el cuerpo y tiene seis ocelos a cada lado. Las mandíbulas tienen cinco dientes apicales.

### Distinción entreChrysolina graminisyChrysolina herbacea

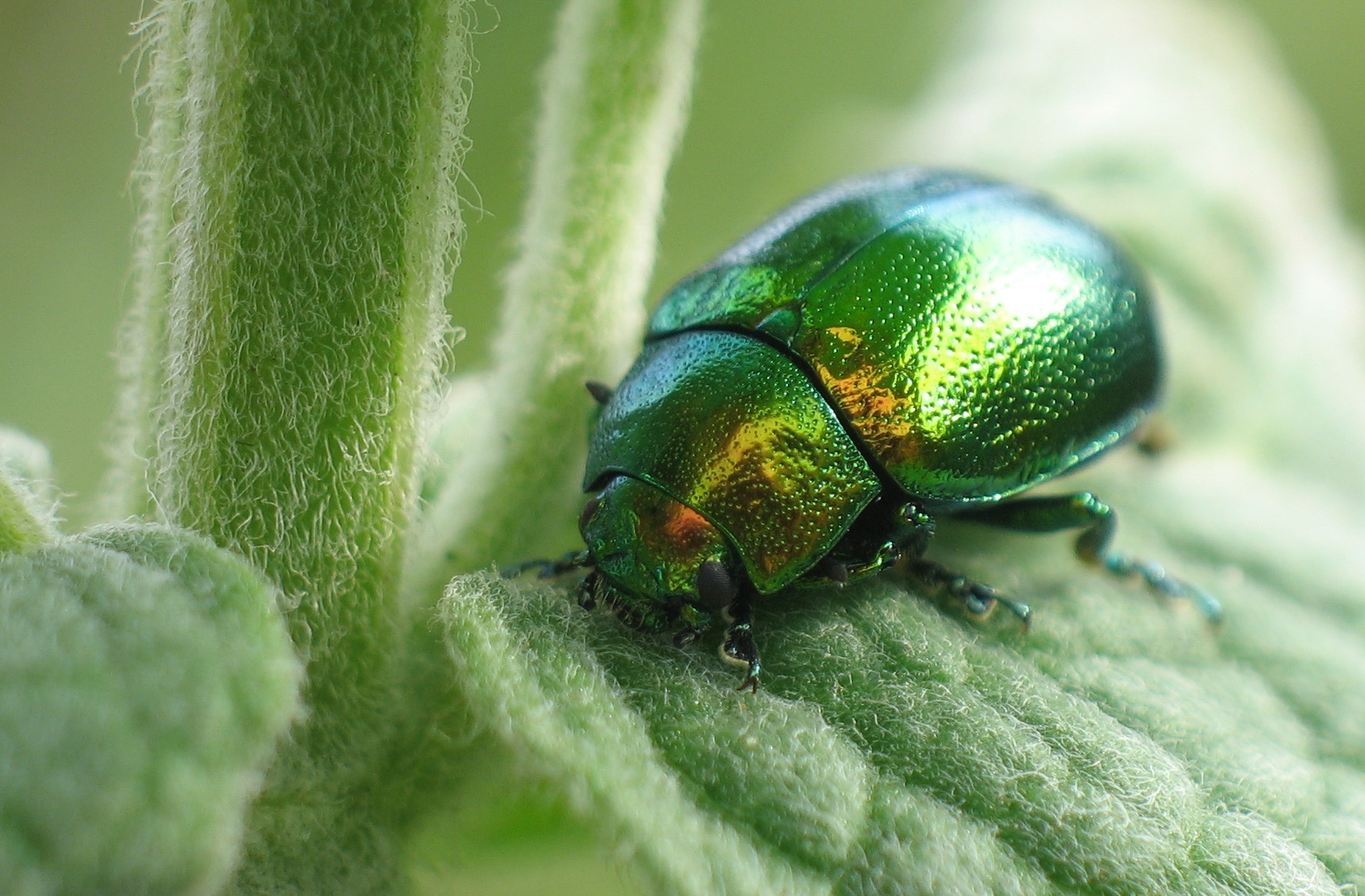
El escarabajo de la hoja de menta (Chrysolina herbacea)

Chrysolina graminis y C. herbacea son similares en tamaño y color y pueden confundirse en las poblaciones del Reino Unido. Distinguir las dos especies en el Reino Unido es particularmente importante ya que C. graminis es una especie vulnerable mientras que C. herbacea es mucho más común. Esto ha llevado anteriormente a la identificación errónea de C. herbacea como C. graminis C. herbacea mide de 7 a 11 mm de longitud. Es de color verde iridiscente en toda la superficie dorsal. La puntuación en el pronoto y los élitros es claramente similar, a diferencia de C. graminis. Hay un labio liso que recorre sólo la mitad de la longitud del borde ventral de los élitros, mientras que este labio recorre toda la longitud en C. graminis.

## Distribución y hábitat
El escarabajo del tanaceto tiene una distribución paleártica. Las excavaciones arqueológicas han demostrado que su presencia en Europa occidental está confirmada al menos desde el Neolítico. Los escarabajos pueden encontrarse en el tanaceto (Tanacetum vulgare) y la menta acuática (Mentha aquatica) en terrenos pantanosos y riberas de ríos con amplias llanuras aluviales en Gran Bretaña. También se han registrado larvas en otras plantas hospedadoras: Achillea ptarmica en Francia y varias plantas del género Artemisia en Rusia. Los adultos y las larvas se alimentan de las hojas de sus plantas hospedadoras.

### Distribución
En Europa continental, C. graminis está muy extendida desde Escandinavia hasta el mar Mediterráneo. También puede encontrarse en Asia central y China. En Rusia puede encontrarse en la zona de tundra desde los Urales polares hasta el río Kolyma, y en los países cercanos de Kazajstán, y Mongolia. Está catalogada como vulnerable en Austria, Dinamarca, Suecia y Noruega, y en Alemania es rara en un distrito y en peligro en otro.

#### Reino Unido
En el Reino Unido, su área de distribución se limita actualmente a unos 45 km de las orillas del río Ouse, centradas en York, North Yorkshire. Aunque existen registros dispersos por toda Inglaterra, algunos de ellos pueden representar identificaciones erróneas del escarabajo de la menta, una especie más extendida. Los escarabajos del tanaceto se habían registrado anteriormente en Wicken Fen, Cambridgeshire, donde las especies de menta (Mentha spp.), no el tanaceto, actuaban como planta huésped. El último registro preciso del escarabajo en este lugar data de 1981. En agosto de 2014 se produjo un nuevo avistamiento en las proximidades, en Woodwalton Fen, tras lo cual se intentó llevar a cabo un programa de translocación de escarabajos de Yorkshire para aumentar la población, aunque sin éxito, probablemente debido a las posibles diferencias biológicas entre las dos poblaciones.
En 2006 había 19 hectáreas británicas (cuadrículas de 10 km) con registros del escarabajo tanaceto, pero solo se ha visto en 11 de ellas desde 1970, seis de las cuales se centran alrededor de York. En 2015, el número total de individuos estimado a partir de un estudio de esta zona a orillas del río Ouse fue de 24 000. En 2016, este número aumentó significativamente a 40 000. En 2016, este número aumentó significativamente a 40.000. Desde 2018, el escarabajo también se ha descubierto en la reserva del Wildfowl and Wetlands Trust (WWT) en Welney, al oeste de Norfolk.

### Amenazas para el hábitat
Es probable que el declive de C. graminis se deba a la pérdida de hábitat como consecuencia de la mejora de las tierras y la conversión en tierras de cultivo, el pastoreo excesivo, la urbanización, el drenaje y la disminución de los niveles freáticos debido a la extracción excesiva. La negligencia también puede provocar la pérdida o degradación del hábitat, por ejemplo, a través del sombreado excesivo o la competencia de las plantas alimenticias con especies invasoras como el bálsamo del Himalaya (Impatiens glandulifera). Las obras en las riberas pueden agotar o destruir subpoblaciones locales.
Dentro de la distribución de York, los escarabajos dependen del tanaceto como única fuente de alimento; si un grupo desaparece, los escarabajos se ven obligados a caminar hasta una nueva ubicación, ya que raramente vuelan, a pesar de tener alas que funcionan perfectamente y ser capaces de hacerlo. La pérdida de hábitat afecta a la capacidad del escarabajo del tanaceto para encontrar una fuente alternativa de la planta huésped. Además, el tanaceto es una especie ruderal y, por lo tanto, tiene una alta tasa de renovación de plantas, lo que obliga a los escarabajos a buscar regularmente nuevas parcelas de tanaceto para colonizar.
Un estudio realizado en 2009 sobre la ocupación por escarabajos del tanaceto de 1305 manchas (tallos separados por no más de 50 cm) de la planta del tanaceto en las orillas del río Ouse (York, Reino Unido) pretendía establecer datos sobre la distribución de las plantas del tanaceto y relacionarlos con las poblaciones existentes de escarabajos del tanaceto para contribuir al esfuerzo de conservación de la especie. Los resultados se analizaron mediante modelos aditivos generalizados para llegar a la conclusión de que las manchas de tanaceto debían gestionarse hasta alcanzar volúmenes de 3 m3 y que estas manchas debían situarse a menos de 200 m de las subpoblaciones de escarabajos existentes en la misma orilla del río para ayudar a la población de escarabajos a dispersarse y sobrevivir.

## Ciclo de vida

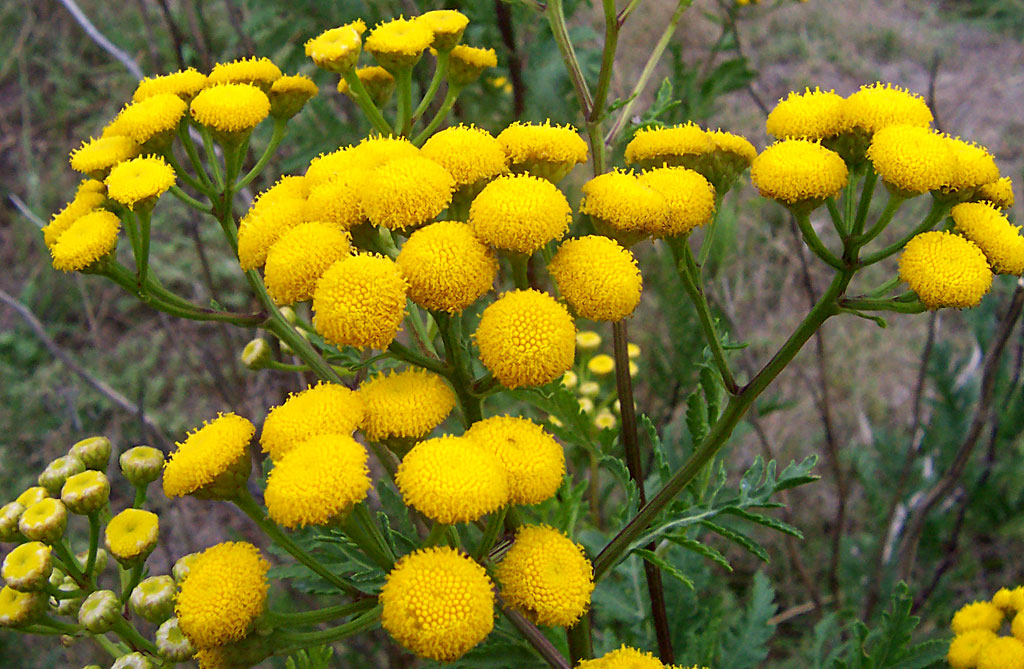
Tanaceto (Tanacetum vulgare), hierba medicinal

Tanto los adultos como las larvas utilizan la misma planta huésped durante su ciclo vital. Como el tanaceto suele crecer en macizos discretos, la población total de C. graminis en una zona puede estar dividida y los individuos pueden pasar todo su ciclo vital en un área de unos pocos metros cuadrados.
Los adultos se aparean entre marzo y junio. En las poblaciones monitorizadas en York, el apareamiento de la misma pareja podía durar más de 24 horas, tiempo durante el cual algunas parejas se movían entre manchas de tanaceto. El apareamiento en una población rusa de C. graminis va precedido de un elaborado ritual que no se observa en otras poblaciones de la especie, en el que el macho golpea con sus antenas los ojos, el pronoto y las antenas de la hembra. Las hembras apareadas ponen lotes de 3-15 huevos amarillos y alargados (cada uno de 2 mm de largo) en el envés de las hojas de tanaceto. Los huevos eclosionan en larvas grises. En cautividad, una hembra recién apareada produjo 561 huevos en 136 días y otra produjo 158 huevos en 49 días. Las hembras ponen en varios lugares; el tamaño medio de la puesta es de 5-6 huevos. Las hembras de C. graminis canibalizan los huevos de otras hembras.En condiciones de laboratorio, se ha demostrado que las larvas recién eclosionadas sobreviven al menos cuatro días sin alimento, por lo que disponen de una larga ventana de oportunidad para llegar a una planta de tanaceto. En julio, las larvas del último estadio excavan bajo la planta para pupar, aunque se sabe muy poco sobre la biología de este proceso en C. graminis. Entre agosto y septiembre, esta nueva población adulta emerge para alimentarse antes de regresar bajo tierra para invernar en octubre; la emergencia de los adultos se produce entre marzo y abril del año siguiente. El seguimiento a largo plazo ha indicado que la supervivencia durante la hibernación invernal es sorprendentemente alta, ya que los tamaños de las poblaciones en otoño y primavera son muy similares, a pesar de las inundaciones invernales anuales del río Ouse, lo que implica que los individuos invernantes deben ser extremadamente tolerantes a largos periodos de inundación y privación de oxígeno. Aproximadamente el 5% de los adultos invernantes no emergen del suelo después del invierno, sino que permanecen bajo tierra durante el año siguiente en un estado de diapausa prolongada y emergen en la primavera siguiente.
Unos pocos escarabajos adultos pueden solaparse entre las poblaciones de primavera y verano, pero la mayoría de los adultos de la primera aparición mueren antes del final del verano. Tanto los escarabajos adultos como las larvas del tanaceto son incapaces de detectar su planta hospedadora, o entre sí, a distancia, ya sea por el olfato, la vista o una combinación de ambos. Por tanto, es probable que la inanición contribuya en gran medida a la mortalidad cuando los escarabajos se alejan de su hospedadora y se pierden.
|                                                                                     |
| Huevos del escarabajo del tanaceto depositados en el envés de una hoja de tanaceto. |

|                               |
| Larva del escarabajo tanaceto |

|                                            |
| Pareja de escarabajos tanaceto apareándose |

## Comportamiento y ecología

### Alimento
Los escarabajos tanaceto son herbívoros y utilizan principalmente el tanaceto (Tanacetum vulgare) como planta huésped. Sin embargo, también se ha observado que la especie consume una gama más amplia de plantas alimenticias, como Lycopus europaeus (menta de lobo), Stachys palustris (betónica palustre), Achillea ptarmica (tármica), Mentha aquatica (menta de agua), Mentha rotundifolia (falsa menta de manzana), así como otras especies de los géneros Chrysanthemum, Scutellaria y Artemisia. La subespecie C. graminis santonico está asociada a Artemisa caerulescens.
La planta del tanaceto contiene de forma natural una serie de componentes volátiles, como el 1,8-cineol, la trans-tuyona, el alcanfor y el mirtenol, cuyas cantidades y proporciones varían según la estación y la planta. El 1,8-cineol es una toxina que se cree que defiende las hojas de la planta de los ataques de los herbívoros. El escarabajo del tanaceto es resistente a estas sustancias químicas. Sin embargo, el tanaceto es un repelente para otros escarabajos crisomélidos. Por ejemplo, el destilado de vapor de las hojas y flores frescas del tanaceto contiene altos niveles de alcanfor y umbelulona y es fuertemente repelente para el escarabajo de la patata de Colorado (Leptinotarsa decemlineata).

### Depredación

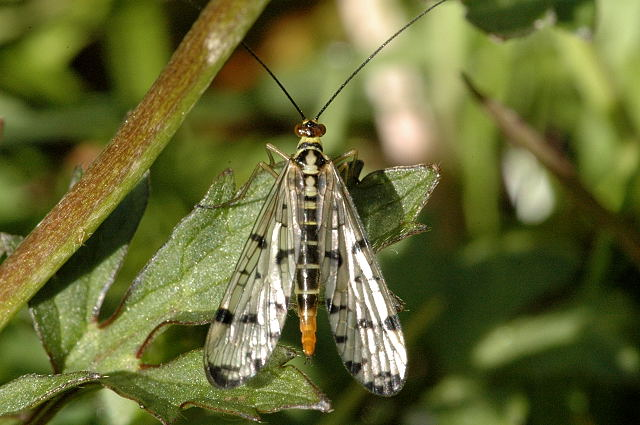
Se ha observado a la mosca escorpión Panorpa germanica alimentándose de larvas de escarabajo del tanaceto.

En el río Ouse se han encontrado restos de escarabajos con lo que parecen ser marcas de ataques de aves, y los adultos endurecidos suelen llevar los élitros simétricamente dentados, lo que se interpreta como «marcas de pellizco» infligidas por un pico cuando los adultos recién emergidos aún se están endureciendo. También se han encontrado escarabajos muertos en las telarañas de arañas de una población cautiva. La depredación accidental de C. graminis por el ganado que consume la planta del tanaceto también es posible. Se ha observado en el campo la depredación de una larva por la mosca escorpión Panorpa germanica. El género de taquínidos Macquartia parasita exclusivamente a escarabajos crisólmidos y una de sus especies, Macquartia dispar, puede parasitar directamente a C. graminis. La mosca adulta deposita huevos completamente incubados o larvas recién eclosionadas en las proximidades de la larva hospedadora.
Las larvas de otros crisomélidos son depredadas por pájaros, coccinélidos, chinches depredadoras, larvas de crisopas, larvas de sírfidos, carábidos, hormigas, avispas, arañas y cosechadores, todos ellos comunes en el tanaceto alrededor de la población de York. La fase de pupa puede ser depredada directamente por el topo europeo.

### Parásitos

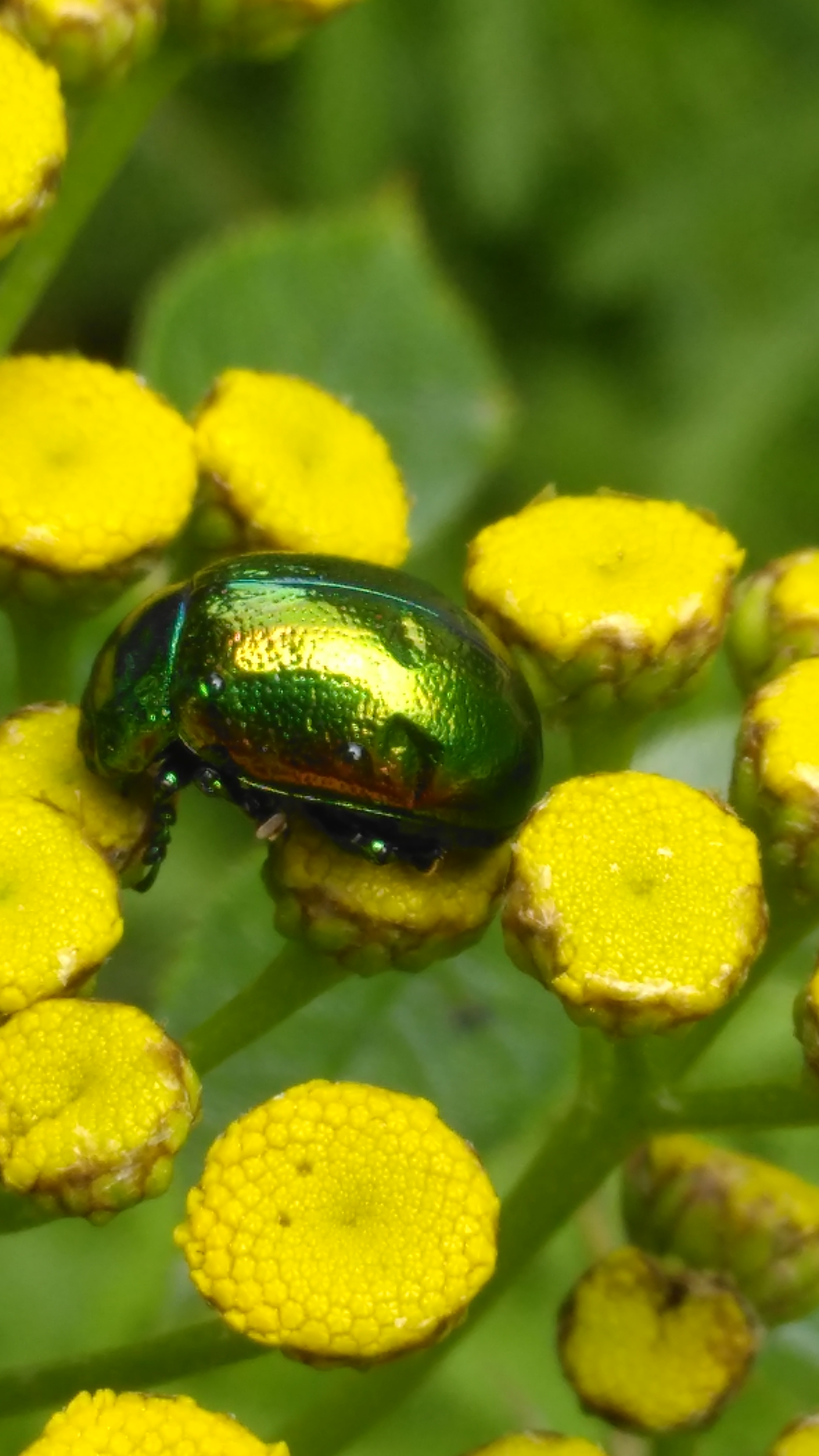
Escarabajo del tanaceto con élitros dañados en capítulos florales de tanaceto.

Se ha registrado la presencia de un ácaro, Chrysomelobia mahunkai (familia Podapolipidae), en un único ejemplar adulto de C. graminis, y de Eulophus chrysomela (una especie de himenóptero de la familia Eulophidae) como endoparásito de la fase de pupa.

## Relación con los seres humanos

### Conservación en el Reino Unido

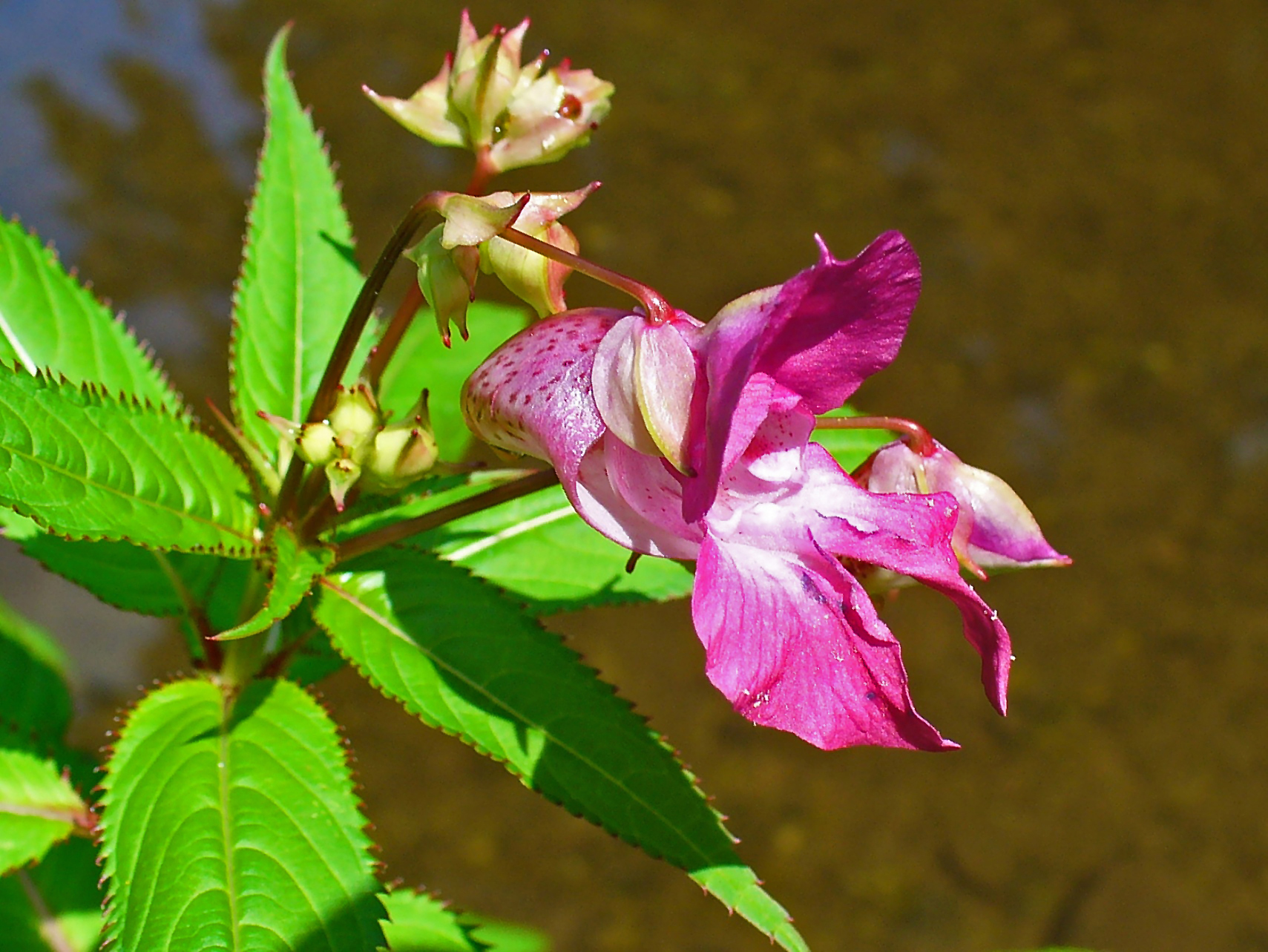
Bálsamo del Himalaya (Impatiens glandulifera): una planta invasora que compite con el tanaceto en el Reino Unido

En 2008 se creó el Grupo de Acción del Escarabajo del Tanaceto para iniciar y supervisar los esfuerzos de conservación y está formado por representantes de la Universidad de York, el Consejo del Condado de North Yorkshire, el Consejo de la Ciudad de York, la Agencia de Medio Ambiente y el National Trust.  Se inició un programa de recuperación que incluía estudios anuales tanto del tanaceto como de los escarabajos, el control de la sombra de los árboles y de las plantas invasoras que compiten con el tanaceto, como el bálsamo del Himalaya, y reintroducciones limitadas dentro del área de distribución actual de la especie. Se inició un programa de recuperación que incluía estudios anuales tanto del tanaceto como de los escarabajos, el control de la sombra de los árboles y de las plantas invasoras que compiten con el tanaceto, como el bálsamo del Himalaya, y reintroducciones limitadas dentro del área de distribución actual de la especie. Se han plantado nuevas matas de tanaceto, en particular entre parches aislados ya existentes que pueden estar más allá de los 200 m del área de distribución a pie del escarabajo. Con el fin de dar a conocer el proyecto de conservación, Rachael Maskell, miembro del Parlamento por la circunscripción de York Central, se convirtió en «Campeona de la especie del escarabajo del tanaceto» en 2016. Ese mismo año, un equipo de 30 voluntarios inspeccionó un tramo de 90 km de las orillas del río Ouse. La inspección ha identificado una tendencia al alza en el número de la población, que ha aumentado más del 60 % entre 2015 y 2016 hasta alcanzar los 40,000 individuos. En octubre de 2019, el artista callejero ATM pintó un gran mural de un escarabajo tanaceto en el lateral de una casa de Queen Street, York.

### Recepción pública en York
La relación del escarabajo tanaceto con York le ha valido una destacada presencia pública. En enero de 2022, el artista callejero ATM pintó un gran mural con un escarabajo tanaceto en un edificio de Queen's Street, York. En agosto de 2024, se expuso en York una serie de 17 esculturas metálicas de escarabajos tanaceto decoradas por artistas locales para destacar a los pioneros históricos de la ciudad.

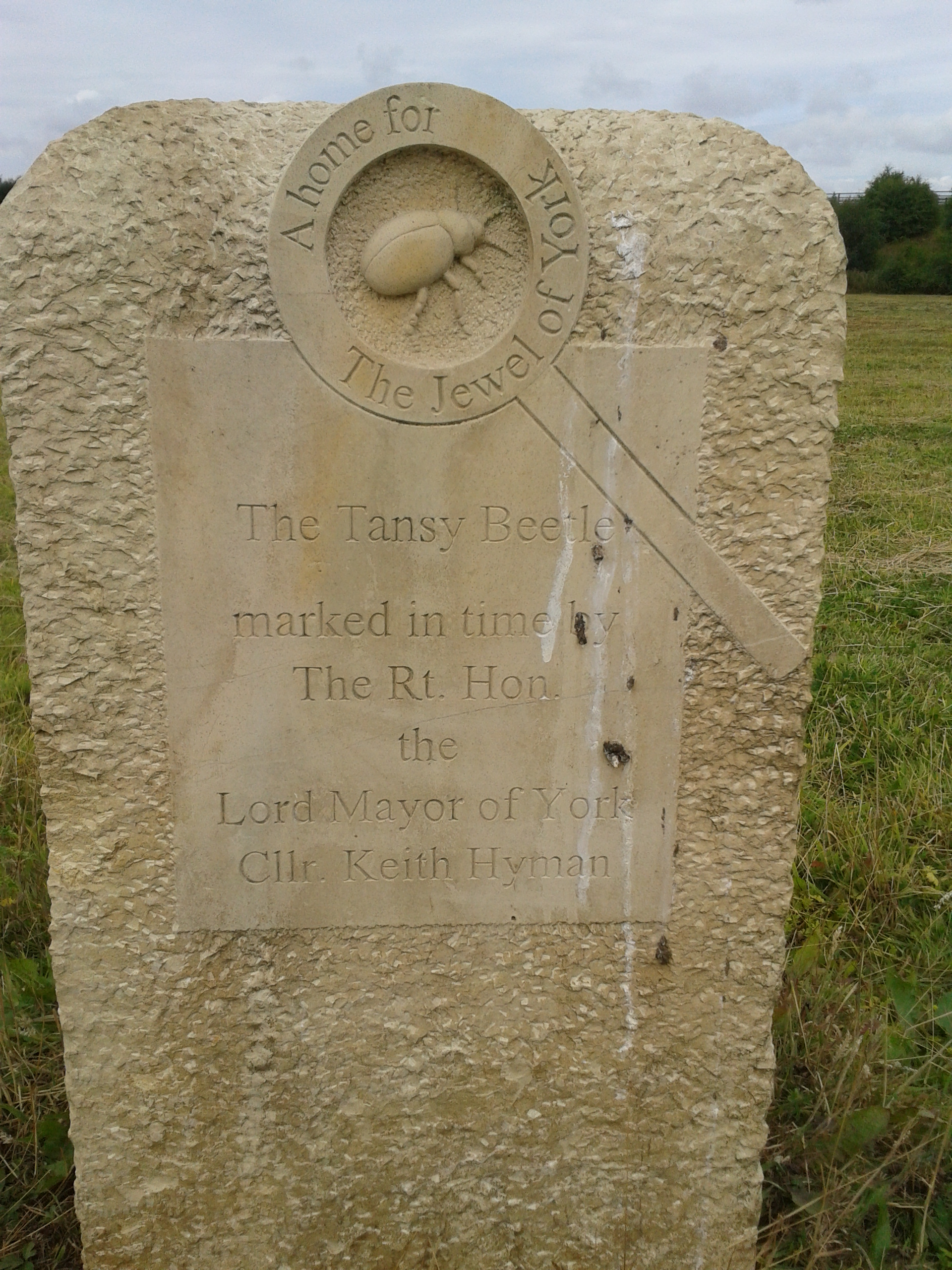
El alcalde de York dedica una placa de piedra en Fulford Ings a los esfuerzos de conservación del escarabajo tanaceto.

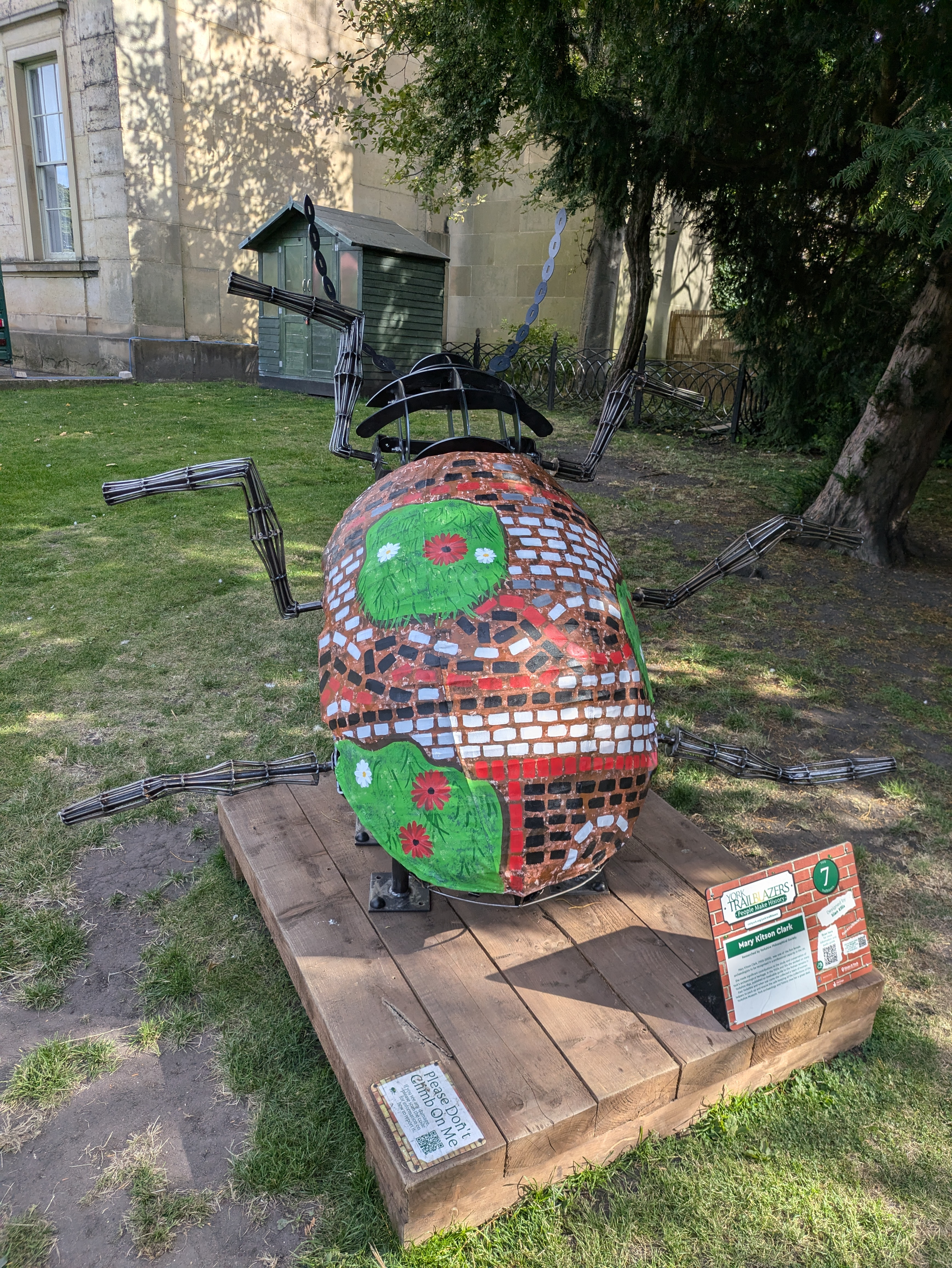
Escultura del escarabajo tanaceto que conmemora a la arqueóloga Mary Kitson Clark en los Jardines del Museo, York